# Комаров, Игорь Владимирович (физик)
Игорь Владимирович Комаров (19 июля 1942 Гороховец, Ивановская область — 22 марта 2009 Санкт-Петербург) — советский и российский физик, доктор физико-математических наук, профессор.

## Биография
Родился 19 июля 1942 года в Гороховце Ивановской области в семье военного инженера-строителя подполковника-артиллериста Владимира Васильевича Комарова. После окончания средней школы с золотой медалью в 1959 году поступил на физический факультет Ленинградского государственного университета. После окончания университета в 1964—1967 годах состоял в аспирантуре кафедры квантовой механики, после чего работал ассистентом, старшим научным сотрудником, доцентом кафедры квантовой механики. Затем работал на кафедре вычислительной физики физического факультета. В 1969 году защитил кандидатскую диссертацию по специальности теоретическая и математическая физика. С 1980-х годов был активным участником семинара лаборатории математических проблем физики Ленинградского отделения математического института им. В. А. Стеклова АН СССР. Он внес заметный вклад в создание современной теории динамических систем, интегрируемых в рамках классического и квантового метода обратной задачи, в теорию квантовых групп, в теорию и применение  интегрируемых моделей в статистической физике и теории поля. Им опубликовано более ста научных работ в ведущих отечественных и зарубежных научных журналах по теоретической и математической физике.
В 1983 году защитил докторскую диссертацию по специальности теоретическая и математическая физика. В это время на физическом факультете сформировалась научная группа по применению вычислительных методов в задачах теоретической физики и открылась новая кафедра вычислительной физики под руководством С. П. Меркурьева. С самого начала существования новой кафедры И. В. Комаров активно включился в ее работу и в 1985 году стал профессором кафедры вычислительной физики. В 1993 году возглавил кафедру и руководил ею до 2003 года. Под его руководством сложившиеся научные традиции кафедры были продолжены и она стала одной из самых востребованных кафедр физического факультета.
Долгое время работал в специализированных советах по защитам диссертаций в университете, Петербургском отделении математического института им. В. А. Стеклова РАН и в Институте аналитического приборостроения РАН.
Неоднократно работал в зарубежных университетах в качестве приглашенного профессора. Для студентов кафедры квантовой механики читал спецкурс «Теория групп», вёл семинарские занятия по теоретической механике для студентов 2-го курса. Под его руководством было защищено 6 кандидатских диссертаций, а трое из его учеников впоследствии стали докторами наук.
Большое внимание уделял вопросам, связанным с историей физики, становлению естественных наук и их преподавания в нашей стране.  В течение нескольких лет он преподавал историю физики студентам физического факультета. Им была написана книга «Первый в России» (соавторы А. Е. Грищенко и А. А. Штейнберг) об истории Физического института Санкт-Петербургского университета.

## Семья
Сыновья — Комаров Кирилл Игоревич (советский и российский рок-музыкант, гитарист), Комаров Даниил Игоревич
Дочь — Комарова Екатерина Игоревна.